# Just Qvigstad
Just Knud Qvigstad (født 4. april 1853 i Lyngen, Troms Fylke, død 15. marts 1957) var en norsk sprogforsker og politiker.
Qvigstad blev student 1869, tog 1874 filologisk og 1881 teologisk embedseksamen. 1875—1920 var han (med en enkelt afbrydelse, hvorom nedenfor) knyttet til Tromsø, først som klasselærer ved byens højere skole, fra 1878 ved dens lærerseminarium, hvis bestyrer han blev 1883, fra 1902 med titel af rektor.
Ved siden af sin lærergerning har Qvigstad i stor udstrækning dyrket sproglige og folkloristiske studier vedrørende det nordlige Skandinaviens og Finlands finske befolkning, og har erhvervet et internationalt navn som ypperlig kender af finsk-ugriske og samiske sprog. Sammen med præst Georg Sandberg har han offentliggjort samiske sprogprøver med tysk oversættelse i det finsk-ugriske selskabs tidsskrift i Helsingfors og i norsk bearbejdelse som en samling Lappiske Eventyr (1887).
Af hans sprogvidenskabelige arbejder har navnlig den omfangsrige monografi Nordische Lehnwörter im Lappischen (i Oslo Vidensk. Selsk.’s Forh., 1893) fremtrædende betydning. Sammen med Prof. Magnus Olsen udgav han 1924 Bd 18 af Norske Gaardnavne, omfattende Finnmark Fylke. Talrige mindre Afhandlinger af ham er spredte i norske, finske og tyske videnskabelige Tidsskrifter og Publikationer.
1884—1910 var Qvigstad medlem af direktionen for Tromsø Museum, over hvis Samling af lappiske Sager han har udarbejdet en Katalog; ligeledes var han en Aarrække Medlem af Bestyrelserne for den norske Finnemission, det lappiske Barnehjem og af andre Institutioner til Bedste for Norges Lapper. 1905-10 var hans Sagkyndighed i Lappernes Levesæt og Forhold paakaldt af det Offentlige ved Behandlingen af den mellem Norge og Sverige verserende Strid om Udstrækningen af de svenske Flytlappers Ret til at søge Næring for deres Rener i Norge (den saakaldte »Renbeitesag«) 1. februar 1910-19. februar 1912 kirkeminister i Konows Ministerium.